# Schwendt
Schwendt je obec v Rakousku ve spolkové zemi Tyrolsko v okrese Kitzbühel.
Žije zde 877 obyvatel.

## Geografie

### Poloha
Schwendt leží na úpatí Unterberghornu (1773 m n. m.), severním úbočí  pohoří Wilder Kaiser v takzvaném Kaiserwinklu v údolí Kohlental, kterým protéká potok Kohlenbach. Nejvšším bodem obce je Feldberg (1813 m n. m.). 
Obec má rozlohu 30,848 km², z toho 17,2 % připadá na zemědělskou půdy, 58,7 % na lesy a 16,8 % na alpské louky a pastviny. Z celkové plochy je 19,7 % osídleno.

### Části obce
Na katastrálním území Schwendtu se nachází:
vesnice Schwendt
a rozptýlená osídlení: 
- Kohlental
- Schlecht
- Unterschwendt

### Sousední obce
Schwendt sousedí
|          | Kössen |                    |
| Walchsee |        |                    |
|          |        | Kirchdorf in Tirol |

## Historie
Do oblasti pronikaly bavorské kmeny v 6. století, na to poukazují německé názvy polí a míst. Archeologický nález sekery je z 8. století. První písemné zmínky o obci Schwendt jsou z období kolem roku 1180 z majetkových knih kláštera Raitenhaslach, kde je obec jmenována jako Swentǒwe a Swentǒe. Osada Kohlental se objevuje již v roce 1151 jako Cholental v listině potvrzující držbu pro klášter Rott am Inn. V té době se zde již nacházela důležitá průjezdní cesta do Kössen, přes Klobensteinský průsmyk směrem na bavorské Aschau a Schwendt fungoval jako malá obchodní stanice. Ve skalním převisu u obce Schwendt, Herrenhauswand, se na skalní plošině nachází jeskynní hrad, jeho zbytek zdi s otvory pro lešení a trámové podpěry a základy brány.
Ve středověku se ve Schwendtu také těžilo. V okolí se nacházelo olovo a železo. Koncem 19. století však těžba skončila.
Schwendt je malým venkovským turistickým střediskem. Silný vliv na obec má blízkost města Kössen.

## Znak
Blason: V červené barvě jsou dvě černé sekery šikmo vlevo a natočené od sebe. 
Mluvící znak, kde sekery označují zřetelný název obce. Znak byl obci udělen 15. července 1981.
Barvy vlajky obce jsou černá a červená.